# Ophiopterus
Ophiopterus är ett släkte av steklar. Ophiopterus ingår i familjen brokparasitsteklar.
Kladogram enligt Catalogue of Life:
| Ophiopterus | \| \| Ophiopterus cincticornis \| \| \| \| \| \| Ophiopterus coarctatus \| \| \| \| |
|             | \| \| Ophiopterus cincticornis \| \| \| \| \| \| Ophiopterus coarctatus \| \| \| \| |
|             | Ophiopterus cincticornis                                                            |
|             |                                                                                     |
|             | Ophiopterus coarctatus                                                              |
|             |                                                                                     |